# 4307 Cherepashchuk
4307 Cherepashchuk eller 1976 UK2 är en asteroid i huvudbältet som upptäcktes den 26 oktober 1976 av den ryska astronomen Tamara Smirnova vid Krims astrofysiska observatorium på Krim. Den har fått sitt namn efter den sovjetisk-ryske astrofysikern Anatolij Tjerepasjtjuk.